# Liefhebbers (productiehuis)
Liefhebbers was een Vlaams productiehuis, opgericht in 2014, dat verantwoordelijk was voor een aantal televisieproducties waaronder Het goeie leven, Van algemeen nut en De Columbus.
Het bedrijf was in handen van Laurens Verbeke, een voormalig creatief directeur bij VTM, en Wim Lybaert, die in het verleden zowel voor als achter de schermen actief was bij Woestijnvis. De naam van het bedrijf werd geschreven met een kleine letter, de website van liefhebbers vermeldde expliciet "zonder lidwoord & zonder hoofdletter".
Kenmerkend voor de programma's van liefhebbers was dat ze traag gemaakt werden: vaak stonden thema's zoals de natuur, onthaasting en tuinieren centraal.
Sinds 23 februari 2022 is het productiehuis ontbonden verklaard en in staat van vereffening. De website van het productiehuis bestaat ook niet meer.

## Producties
- diverse rubrieken voor 1000 zonnen (Eén, 2014-2016)
- Het goeie leven (Eén, 2016)
- Van algemeen nut (Eén, 2018-2019)
- De Columbus (Eén, 2018-2021)

## Prijzen en nominaties
- 2016 - Het goeie leven genomineerd voor De HA! van Humo[3]